# Futebol nos Jogos Olímpicos de Verão de 2016 - Feminino
O torneio feminino de futebol nos Jogos Olímpicos de Verão de 2016 ocorreu entre 3 a 19 de agosto. Foi a sexta edição do futebol feminino nos Jogos Olímpicos. As partidas foram realizadas em sete estádios de seis cidades espalhadas por várias regiões do Brasil.
Um total de 12 equipes se classificaram para competir no evento, sendo divididas em três grupos de quatro equipes cada para a disputa da primeira fase. Duas seleções de cada grupo e os dois melhores terceiros colocados avançaram à segunda fase, onde a disputa passou a ser eliminatória, compreendendo as quartas de final, semifinal e final.

## Medalhistas
A Alemanha sagrou-se pela primeira vez campeã olímpica de futebol feminino ao bater a Suécia na final, enquanto o Canadá levou a melhor sobre o Brasil na disputa pelo bronze.
|  | GER Alemanha |  | SWE Suécia |  | CAN Canadá |
|  | Almuth Schult Josephine Henning Saskia Bartusiak Leonie Maier Annike Krahn Simone Laudehr Melanie Behringer Lena Goeßling Alexandra Popp Dzsenifer Marozsán Anja Mittag Tabea Kemme Sara Däbritz Babett Peter Mandy Islacker Melanie Leupolz Isabel Kerschowski Laura Benkarth |  | Hedvig Lindahl Jonna Andersson Linda Sembrant Emma Berglund Nilla Fischer Magdalena Ericsson Lisa Dahlkvist Lotta Schelin Kosovare Asllani Sofia Jakobsson Stina Blackstenius Olivia Schough Fridolina Rolfö Emilia Appelqvist Jessica Samuelsson Elin Rubensson Caroline Seger Hilda Carlén |  | Stephanie Labbé Allysha Chapman Kadeisha Buchanan Shelina Zadorsky Quinn Deanne Rose Rhian Wilkinson Diana Matheson Josée Bélanger Ashley Lawrence Desiree Scott Christine Sinclair Sophie Schmidt Melissa Tancredi Nichelle Prince Janine Beckie Jessie Fleming Sabrina D'Angelo |

## Qualificação
| Confederação | Competição                                        | Data de encerramento    | Sede             | Vagas | Seleções qualificadas | Melhor resultado              |
| ------------ | ------------------------------------------------- | ----------------------- | ---------------- | ----- | --------------------- | ----------------------------- |
| País sede    | —                                                 | —                       | —                | 1     | Brasil                | Prata (2004, 2008)            |
| AFC          | Torneio Pré-Olímpico Feminino da AFC de 2016      | 9 de março de 2016      | Japão            | 2     | Austrália             | 5º lugar (2004)               |
| AFC          | Torneio Pré-Olímpico Feminino da AFC de 2016      | 9 de março de 2016      | Japão            | 2     | China                 | Prata (1996)                  |
| CAF          | Torneio Pré-Olímpico Feminino da CAF de 2016      | 23 de outubro de 2015   | África do Sul    | 2     | África do Sul         | 10º lugar (2012)              |
| CAF          | Torneio Pré-Olímpico Feminino da CAF de 2016      | 23 de outubro de 2015   | África do Sul    | 2     | Zimbabwe              | Primeira participação         |
| CONCACAF     | Torneio Pré-Olímpico Feminino da CONCACAF de 2016 | 21 de fevereiro de 2016 | Estados Unidos   | 2     | Canadá                | Bronze (2008, 2012)           |
| CONCACAF     | Torneio Pré-Olímpico Feminino da CONCACAF de 2016 | 21 de fevereiro de 2016 | Estados Unidos   | 2     | Estados Unidos        | Ouro (1996, 2004, 2008, 2012) |
| CONMEBOL     | Copa América Feminina de 2014                     | 28 de setembro de 2014  | Equador          | 1     | Colômbia              | Primeira participação         |
| OFC          | Torneio Pré-Olímpico Feminino da OFC de 2016      | 23 de janeiro de 2016   | Papua-Nova Guiné | 1     | Nova Zelândia         | 8º lugar (2012)               |
| UEFA         | Copa do Mundo de Futebol Feminino de 2015[UEFA]   | 5 de julho de 2015      | Canadá           | 2     | Alemanha              | Bronze (2000, 2004, 2008)     |
| UEFA         | Copa do Mundo de Futebol Feminino de 2015[UEFA]   | 5 de julho de 2015      | Canadá           | 2     | França                | 4º lugar (2012)               |
| UEFA         | Torneio Pré-Olímpico Feminino da UEFA de 2016     | 9 de março de 2016      | Países Baixos    | 1     | Suécia                | 4º lugar (2004)               |

- UEFA ^  A classificação das seleções europeias para os Jogos Olímpicos ocorre pela Copa do Mundo Feminina. As seleções melhores colocadas, com exceção da Inglaterra que não é membro do COI, se classificam para o torneio.

## Sorteio
O sorteio dos grupos foi realizado em 14 de abril de 2016. Brasil, Alemanha e Estados Unidos foram escolhidas como cabeças de chave e colocadas nos grupos E, F e G respectivamente. As equipes restantes foram divididas em quatro potes.
| Pote 1                                                                                              | Pote 2                        | Pote 3                           | Pote 4                                |
| --------------------------------------------------------------------------------------------------- | ----------------------------- | -------------------------------- | ------------------------------------- |
| - Brasil (cabeça de chave, E) - Estados Unidos (cabeça de chave, F) - Alemanha (cabeça de chave, G) | - França - Austrália - Suécia | - Canadá - China - Nova Zelândia | - Colômbia - África do Sul - Zimbabwe |

## Convocações
Diferente do torneio masculino, não há restrições de idade no torneio feminino. Cada equipe deveria enviar um time de 18 jogadoras sendo no mínimo duas goleiras. Cada equipe poderia também manter uma lista alternativa de quatro jogadoras que poderiam substituir qualquer atleta da lista oficial em caso de lesão.

## Arbitragem
As seguintes árbitras foram designados para o torneio:
| Árbitro                 | Assistentes                                      |
| AFC                     | AFC                                              |
| ----------------------- | ------------------------------------------------ |
| MAS Rita Gani           | AUS Allyson Flynn JPN Naomi Teshirogi            |
| PRK Ri Hyang-ok         | PRK Hong Kum-nyo CHN Cui Yongmei                 |
| CAF                     |                                                  |
| ZAM Gladys Lengwe       | MWI Bernadettar Kwimbira MAR Souad Oulhaj        |
| CONCACAF                |                                                  |
| CAN Carol Anne Chenard  | CAN Marie-Josée Charbonneau CAN Suzanne Morisset |
| MEX Lucila Venegas      | MEX Enedina Caudillo MEX Mayte Chávez            |
| HON Melissa Borjas[Ar]  |                                                  |
| OFC                     |                                                  |
| NZL Anna-Marie Keighley | NZL Sarah Jones TGA Lata Kaumatule               |

| Árbitro                | Assistentes                                  |
| CONMEBOL               | CONMEBOL                                     |
| ---------------------- | -------------------------------------------- |
| PAR Olga Miranda       | ARG Mariana Almeida VEN Yoleida Lara         |
| URU Claudia Umpiérrez  | CHI Loreto Toloza BRA Neuza Back             |
| CHI María Carvajal[Ar] |                                              |
| UEFA                   |                                              |
| ROU Teodora Albon      | ROU Petruța Iugulescu SVK Mária Súkeníková   |
| FRA Stéphanie Frappart | FRA Manuela Nicolosi ESP Yolanda Parga       |
| UKR Kateryna Monzul    | UKR Natalia Rachynska CRO Sanja Rođak-Karšić |
| SUI Esther Staubli     | CZE Lucie Ratajová GRE Chrysoula Kourompylia |

- Ar ^  Árbitra reserva

## Fase de grupos
Na primeira fase as seleções foram divididas em três grupos de quatro equipas, que deram classificação direta às quartas de final para as duas primeiras classificadas. As duas melhores terceiras também seguiram em frente.

### Grupo E

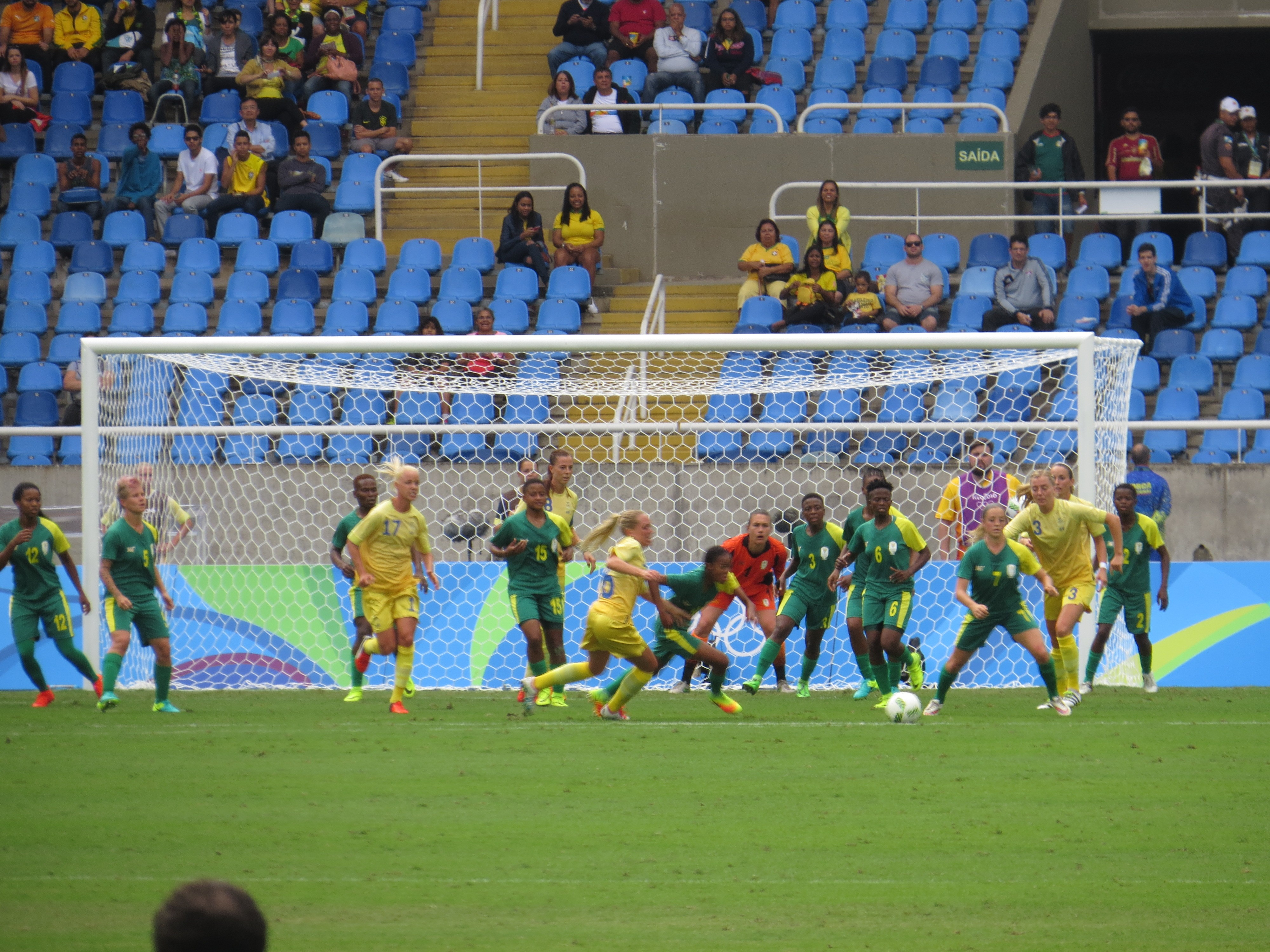
Suécia–África do Sul no Rio de Janeiro.

|  | Seleções classificadas para as quartas de final.      |
|  | Seleções classificadas (melhores terceiro colocadas). |

| Seleção       | P | J | V | E | D | GP | GC | SG |
| ------------- | - | - | - | - | - | -- | -- | -- |
| Brasil        | 7 | 3 | 2 | 1 | 0 | 8  | 1  | +7 |
| China         | 4 | 3 | 1 | 1 | 1 | 2  | 3  | –1 |
| Suécia        | 4 | 3 | 1 | 1 | 1 | 2  | 5  | –3 |
| África do Sul | 1 | 3 | 0 | 1 | 2 | 0  | 3  | –3 |

Ordenamento da classificação: 1) Pontos; 2) Diferença de gol(o)s total; 3) Gol(o)s marcados; 4) Sorteio.
| 3 de agosto | Suécia      | 1 – 0        | África do Sul | Estádio Olímpico, Rio de Janeiro           |
| 13:00       | Fischer 76' | FIFA Rio2016 |               | Público: 13 439 Árbitro: ROU Teodora Albon |

| 3 de agosto | Brasil                                          | 3 – 0        | China | Estádio Olímpico, Rio de Janeiro                |
| 16:00       | Mônica 36' · Andressa Alves 59' · Cristiane 90' | FIFA Rio2016 |       | Público: 27 618 Árbitro: CAN Carol Anne Chenard |

| 6 de agosto | África do Sul | 0 – 2        | China                          | Estádio Olímpico, Rio de Janeiro            |
| 19:00       |               | FIFA Rio2016 | Gu Yasha 45+1' · Tan Ruyin 87' | Público: 25 000 Árbitro: SUI Esther Staubli |

| 6 de agosto | Brasil                                                  | 5 – 1        | Suécia      | Estádio Olímpico, Rio de Janeiro            |
| 22:00       | Beatriz 21', 86' · Cristiane 24' · Marta 44' (pen), 80' | FIFA Rio2016 | Schelin 89' | Público: 43 384 Árbitro: MEX Lucila Venegas |

| 9 de agosto   | África do Sul | 0 – 0        | Brasil | Arena Amazônia, Manaus                          |
| 21:00 (UTC-4) |               | FIFA Rio2016 |        | Público: 38 415 Árbitro: FRA Stéphanie Frappart |

| 9 de agosto | China | 0 – 0        | Suécia | Estádio Nacional, Brasília               |
| 22:00       |       | FIFA Rio2016 |        | Público: 7 648 Árbitro: PAR Olga Miranda |

### Grupo F

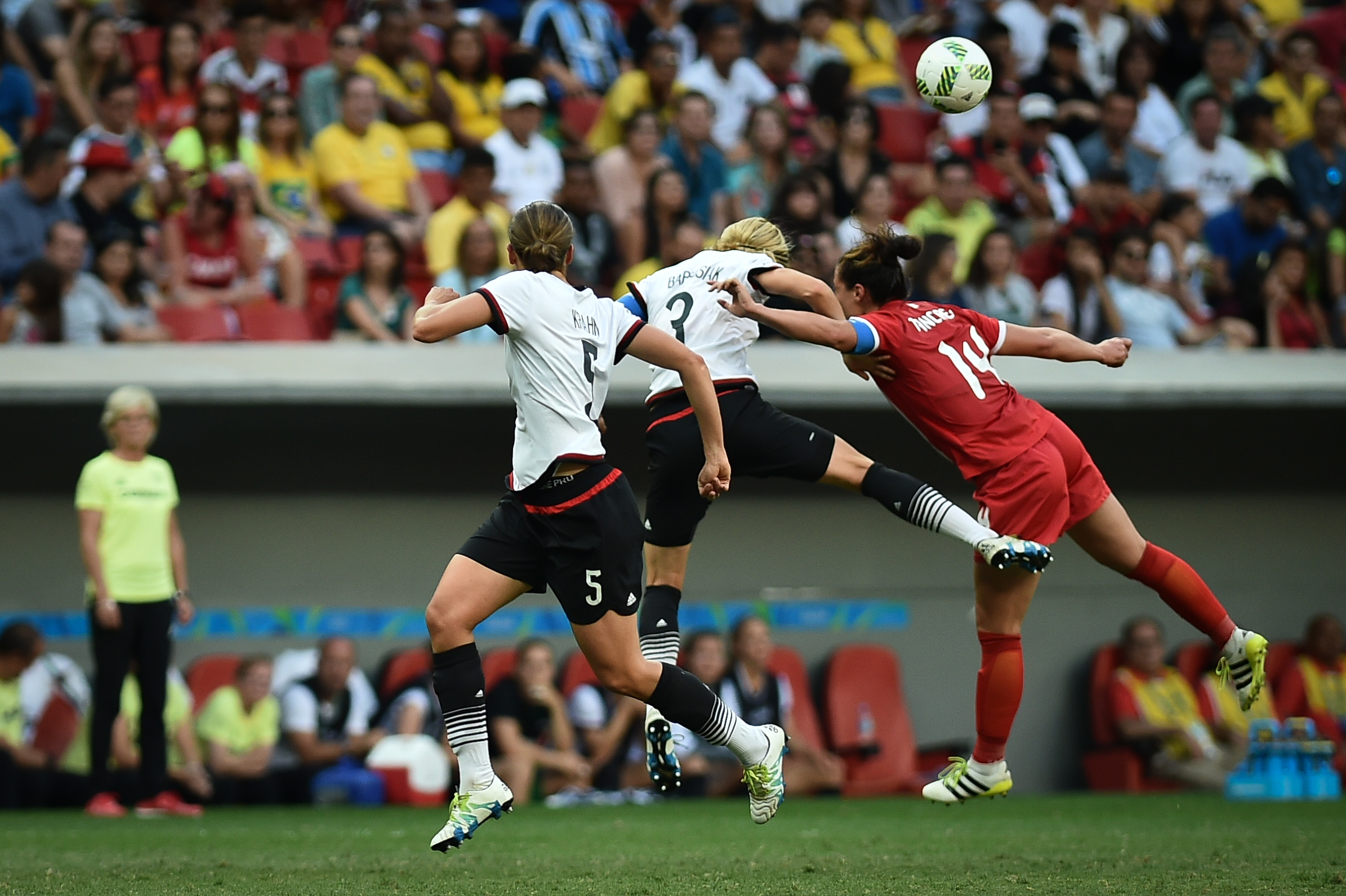
Alemanha–Canadá em Brasília.

| Seleção   | P | J | V | E | D | GP | GC | SG  |
| --------- | - | - | - | - | - | -- | -- | --- |
| Canadá    | 9 | 3 | 3 | 0 | 0 | 7  | 2  | +5  |
| Alemanha  | 4 | 3 | 1 | 1 | 1 | 9  | 5  | +4  |
| Austrália | 4 | 3 | 1 | 1 | 1 | 8  | 5  | +3  |
| Zimbabwe  | 0 | 3 | 0 | 0 | 3 | 3  | 15 | –12 |

Ordenamento da classificação: 1) Pontos; 2) Diferença de gol(o)s total; 3) Gol(o)s marcados; 4) Sorteio.
| 3 de agosto | Canadá                   | 2 – 0        | Austrália | Arena Corinthians, São Paulo                    |
| 15:00       | Beckie 1' · Sinclair 80' | FIFA RIO2016 |           | Público: 20 521 Árbitro: FRA Stéphanie Frappart |

| 3 de agosto | Zimbabwe   | 1 – 6        | Alemanha                                                                        | Arena Corinthians, São Paulo           |
| 18:00       | Basopo 50' | FIFA RIO2016 | Däbritz 22' · Popp 36' · Behringer 53', 78' · Leupolz 83' · Chibanda 90' (g.c.) | Público: 20 521 Árbitro: MAS Rita Gani |

| 6 de agosto | Canadá                              | 3 – 1        | Zimbabwe     | Arena Corinthians, São Paulo              |
| 15:00       | Beckie 7', 35' · Sinclair 19' (pen) | FIFA RIO2016 | Chirandu 86' | Público: 30 295 Árbitro: PAR Olga Miranda |

| 6 de agosto | Alemanha                      | 2 – 2        | Austrália           | Arena Corinthians, São Paulo                     |
| 18:00       | Däbritz 45+2' · Bartusiak 88' | FIFA RIO2016 | Kerr 6' · Foord 45' | Público: 37 475 Árbitro: NZL Anna-Marie Keighley |

| 9 de agosto | Austrália                                                                  | 6 – 1        | Zimbabwe    | Arena Fonte Nova, Salvador                 |
| 16:00       | De Vanna 2' · Polkinghorne 15' · Kennedy 37' · Simon 50' · Heyman 55', 66' | FIFA RIO2016 | Msipa 90+1' | Público: 5 115 Árbitro: SUI Esther Staubli |

| 9 de agosto | Alemanha            | 1 – 2        | Canadá            | Estádio Nacional, Brasília              |
| 16:00       | Behringer 13' (pen) | FIFA RIO2016 | Tancredi 26', 60' | Público: 8 227 Árbitro: PRK Ri Hyang-ok |

### Grupo G
| Seleção        | P | J | V | E | D | GP | GC | SG |
| -------------- | - | - | - | - | - | -- | -- | -- |
| Estados Unidos | 7 | 3 | 2 | 1 | 0 | 5  | 2  | +3 |
| França         | 6 | 3 | 2 | 0 | 1 | 7  | 1  | +6 |
| Nova Zelândia  | 3 | 3 | 1 | 0 | 2 | 1  | 5  | –4 |
| Colômbia       | 1 | 3 | 0 | 1 | 2 | 2  | 7  | –5 |

Ordenamento da classificação: 1) Pontos; 2) Diferença de gol(o)s total; 3) Gol(o)s marcados; 4) Sorteio.
| 3 de agosto | Estados Unidos        | 2 – 0        | Nova Zelândia | Estádio Mineirão, Belo Horizonte             |
| 19:00       | Lloyd 9' · Morgan 46' | FIFA RIO2016 |               | Público: 10 059 Árbitro: UKR Kateryna Monzul |

| 3 de agosto | França                                                     | 4 – 0        | Colômbia | Estádio Mineirão, Belo Horizonte        |
| 22:00       | C. Arias 2' (g.c.) · Le Sommer 14' · Abily 42' · Majri 82' | FIFA RIO2016 |          | Público: 6 847 Árbitro: PRK Ri Hyang-ok |

| 6 de agosto | Estados Unidos | 1 – 0        | França | Estádio Mineirão, Belo Horizonte               |
| 17:00       | Lloyd 63'      | FIFA RIO2016 |        | Público: 11 782 Árbitro: URU Claudia Umpiérrez |

| 6 de agosto | Colômbia | 0 – 1        | Nova Zelândia | Estádio Mineirão, Belo Horizonte          |
| 20:00       |          | FIFA RIO2016 | Hearn 31'     | Público: 8 505 Árbitro: ZAM Gladys Lengwe |

| 9 de agosto | Colômbia         | 2 – 2        | Estados Unidos         | Arena Amazônia, Manaus                     |
| 18:00       | C. Usme 26', 90' | FIFA RIO2016 | C. Dunn 41' · Pugh 60' | Público: 30 557 Árbitro: ROU Teodora Albon |

| 9 de agosto | Nova Zelândia | 0 – 3        | França                                 | Arena Fonte Nova, Salvador                 |
| 19:00       |               | FIFA RIO2016 | Le Sommer 38' · Necib 63', 90+2' (pen) | Público: 7 530 Árbitro: MEX Lucila Venegas |

### Melhores terceiros colocados
| Gr | Seleção       | P | J | V | E | D | GP | GC | SG |
| -- | ------------- | - | - | - | - | - | -- | -- | -- |
| F  | Austrália     | 4 | 3 | 1 | 1 | 1 | 8  | 5  | +3 |
| E  | Suécia        | 4 | 3 | 1 | 1 | 1 | 2  | 5  | –3 |
| G  | Nova Zelândia | 3 | 3 | 1 | 0 | 2 | 1  | 5  | –4 |

## Fase final

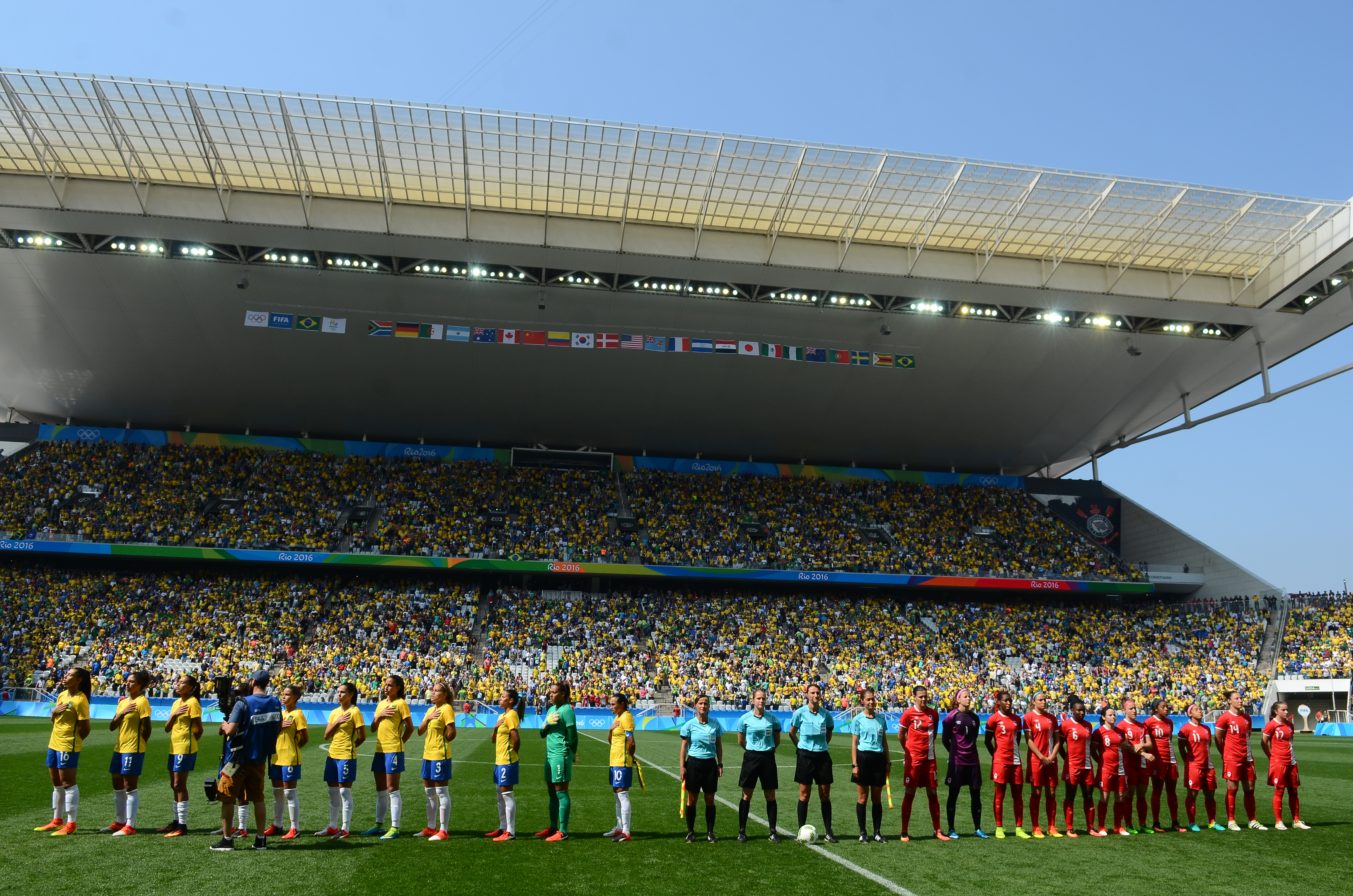
Disputa da medalha de bronze entre Brasil e Canadá na Arena Corinthians.

|  | Quartas de final              | Quartas de final              |                               |        | Semifinais        | Semifinais        |  |  | Medalha de ouro          | Medalha de ouro |
|  |                               |                               |                               |        |                   |                   |  |  |                          |                 |
|  | 12 de agosto – Belo Horizonte |                               |                               |        |                   |                   |  |  |                          |                 |
|  |                               |                               |                               |        |                   |                   |  |  |                          |                 |
|  | Brasil (pen)                  | 0 (7)                         |                               |        |                   |                   |  |  |                          |                 |
|  | Brasil (pen)                  | 0 (7)                         | 16 de agosto – Rio de Janeiro |        |                   |                   |  |  |                          |                 |
|  | Austrália                     | 0 (6)                         |                               |        |                   |                   |  |  |                          |                 |
|  | Austrália                     | 0 (6)                         | Brasil                        | 0 (3)  |                   |                   |  |  |                          |                 |
|  | 12 de agosto – Brasília       |                               | Brasil                        | 0 (3)  |                   |                   |  |  |                          |                 |
|  |                               | Suécia (pen)                  | 0 (4)                         |        |                   |                   |  |  |                          |                 |
|  | Estados Unidos                | Suécia (pen)                  | 0 (4)                         | 1 (3)  |                   |                   |  |  |                          |                 |
|  | Estados Unidos                |                               | 19 de agosto – Rio de Janeiro | 1 (3)  |                   |                   |  |  |                          |                 |
|  | Suécia (pen)                  | 1 (4)                         |                               |        |                   |                   |  |  |                          |                 |
|  | Suécia (pen)                  | 1 (4)                         | Suécia                        | 1      |                   |                   |  |  |                          |                 |
|  | 12 de agosto – São Paulo      |                               | Suécia                        | 1      |                   |                   |  |  |                          |                 |
|  |                               | Alemanha                      | 2                             |        |                   |                   |  |  |                          |                 |
|  | Canadá                        | Alemanha                      | 2                             | 1      |                   |                   |  |  |                          |                 |
|  | Canadá                        | 16 de agosto – Belo Horizonte |                               | 1      |                   |                   |  |  |                          |                 |
|  | França                        | 0                             |                               |        |                   |                   |  |  |                          |                 |
|  | França                        | 0                             | Canadá                        | 0      | Medalha de bronze | Medalha de bronze |  |  |                          |                 |
|  | 12 de agosto – Salvador       |                               | Canadá                        | 0      | Medalha de bronze | Medalha de bronze |  |  |                          |                 |
|  |                               | Alemanha                      | 2                             |        |                   |                   |  |  |                          |                 |
|  | China                         | Alemanha                      | 2                             | 0      | Brasil            | 1                 |  |  |                          |                 |
|  | China                         |                               |                               | 0      | Brasil            | 1                 |  |  |                          |                 |
|  | Alemanha                      | 1                             |                               | Canadá | 2                 |                   |  |  |                          |                 |
|  | Alemanha                      | 1                             |                               |        | 2                 |                   |  |  |                          |                 |
|  |                               |                               |                               |        |                   |                   |  |  | 19 de agosto – São Paulo |                 |
|  |                               |                               |                               |        |                   |                   |  |  |                          |                 |

### Quartas de final
| 12 de agosto | Estados Unidos | 1 – 1 (pro)  | Suécia           | Estádio Nacional, Brasília                       |
| 13:00        | Morgan 77'     | FIFA RIO2016 | Blackstenius 61' | Público: 13 892 Árbitro: NZL Anna-Marie Keighley |

|                                |       | Penalidades                              |  |
| Morgan Horan Lloyd Brian Press | 3 – 4 | Schelin Asllani Sembrant Seger Dahlkvist |  |

| 12 de agosto | China | 0 – 1        | Alemanha      | Arena Fonte Nova, Salvador                  |
| 16:00        |       | FIFA RIO2016 | Behringer 76' | Público: 9 642 Árbitro: UKR Kateryna Monzul |

| 12 de agosto | Canadá      | 1 – 0        | França | Arena Corinthians, São Paulo                   |
| 19:00        | Schmidt 56' | FIFA RIO2016 |        | Público: 38 688 Árbitro: URU Claudia Umpiérrez |

| 12 de agosto | Brasil | 0 – 0 (pro)  | Austrália | Estádio Mineirão, Belo Horizonte                |
| 22:00        |        | FIFA RIO2016 |           | Público: 52 660 Árbitro: CAN Carol Anne Chenard |

|                                                                          |       | Penalidades                                                                 |  |
| Andressa Alves Andressinha Beatriz Rafaelle Marta Debinha Mônica Tamires | 7 – 6 | Kellond-Knight Alleway van Egmond Polkinghorne Gorry Heyman Logarzo Kennedy |  |

### Semifinais
| 16 de agosto | Brasil | 0 – 0 (pro)  | Suécia | Estádio Maracanã, Rio de Janeiro            |
| 13:00        |        | FIFA RIO2016 |        | Público: 70 454 Árbitro: MEX Lucila Venegas |

|                                                     |       | Penalidades                             |  |
| Marta Cristiane Andressa Alves Rafaelle Andressinha | 3 – 4 | Schelin Asllani Seger Fischer Dahlkvist |  |

| 16 de agosto | Canadá | 0 – 2        | Alemanha                          | Estádio Mineirão, Belo Horizonte        |
| 16:00        |        | FIFA RIO2016 | Behringer 21' (pen) · Däbritz 59' | Público: 5 641 Árbitro: PRK Ri Hyang-ok |

### Disputa pelo bronze
| 19 de agosto | Brasil      | 1 – 2        | Canadá                  | Arena Corinthians, São Paulo               |
| 13:00        | Beatriz 79' | FIFA RIO2016 | Rose 25' · Sinclair 52' | Público: 39 718 Árbitro: ROU Teodora Albon |

### Final
| 19 de agosto | Suécia           | 1 – 2        | Alemanha                           | Estádio Maracanã, Rio de Janeiro                |
| 17:30        | Blackstenius 67' | FIFA RIO2016 | Marozsán 48' · Sembrant 62' (g.c.) | Público: 52 432 Árbitro: CAN Carol Anne Chenard |

## Classificação final
| Pos.              | Equipe             | Campanha (V–E–D) |
| ----------------- | ------------------ | ---------------- |
| Medalha de ouro   | GER Alemanha       | 4–1–1            |
| Medalha de prata  | SWE Suécia         | 1–3–2            |
| Medalha de bronze | CAN Canadá         | 5–0–1            |
| 4                 | BRA Brasil         | 2–3–1            |
| 5                 | USA Estados Unidos | 2–2–0            |
| 6                 | FRA França         | 2–0–2            |
| 7                 | AUS Austrália      | 1–2–1            |
| 8                 | CHN China          | 1–1–2            |
| 9                 | NZL Nova Zelândia  | 1–0–2            |
| 10                | COL Colômbia       | 0–1–2            |
| 11                | RSA África do Sul  | 0–1–2            |
| 12                | ZIM Zimbabwe       | 0–0–3            |

## Artilharia
Estas jogadoras marcaram pelo menos um gol no torneio olímpico de futebol feminino.
| 5 gols - GER Melanie Behringer 3 gols (4) - BRA Beatriz - CAN Christine Sinclair - CAN Janine Beckie - GER Sara Däbritz 2 gols (9) - AUS Michelle Heyman - BRA Cristiane - BRA Marta - CAN Melissa Tancredi - COL Catalina Usme - FRA Eugénie Le Sommer - FRA Louisa Cadamuro - SWE Stina Blackstenius - USA Alex Morgan - USA Carli Lloyd | 1 gol (26) - AUS Alanna Kennedy - AUS Caitlin Foord - AUS Clare Polkinghorne - AUS Kyah Simon - AUS Lisa De Vanna - AUS Samantha Kerr - BRA Andressa Alves - BRA Monica - CAN Deanne Rose - CAN Sophie Schmidt - CHN Gu Yasha - CHN Tan Ruyin - FRA Amel Majri - FRA Camille Abily - GER Alexandra Popp - GER Melanie Leupolz - GER Dzsenifer Marozsán | 1 gol (continuação) - GER Saskia Bartusiak - NZL Amber Hearn - SWE Lotta Schelin - SWE Nilla Fischer - USA Crystal Dunn - USA Mallory Pugh - ZIM Kudakwashe Basopo - ZIM Mavis Chirandu - ZIM Emmaculate Msipa Gols contra (2) - COL Carolina Arias (para a França) - ZIM Eunice Chibanda (para a Alemanha) - SWE Linda Sembrant (para a Alemanha) |

### Públicos
O jogo com mais público nas bancadas foi o que opôs Brasil a Suécia nas meias-finais, ao passo que a final ficou com o terceiro maior público. Ao todo, mais de 600 mil espectadores assistiu ao torneio feminino.

#### Maiores públicos
| Nº | Público | Seleção       | Placar      | Seleção        | Estádio             | Data         | Fase       |
| -- | ------- | ------------- | ----------- | -------------- | ------------------- | ------------ | ---------- |
| 1  | 70 454  | Brasil        | 0–0 (3–4 p) | Suécia         | Estádio do Maracanã | 16 de agosto | Semifinais |
| 2  | 52 660  | Brasil        | 0–0 (7–6 p) | Austrália      | Estádio Mineirão    | 12 de agosto | Quartas    |
| 3  | 52 432  | Suécia        | 1–2         | Alemanha       | Estádio Maracanã    | 19 de agosto | Final      |
| 4  | 43 384  | Brasil        | 5–1         | Suécia         | Estádio Olímpico    | 6 de agosto  | 2ª rodada  |
| 5  | 39 718  | Brasil        | 1–2         | Canadá         | Arena Corinthians   | 19 de agosto | Bronze     |
| 6  | 38 688  | Canadá        | 1–0         | França         | Arena Corinthians   | 12 de agosto | Quartas    |
| 7  | 38 415  | África do Sul | 0–0         | Brasil         | Arena Amazônia      | 9 de agosto  | 3ª rodada  |
| 8  | 37 745  | Alemanha      | 2–2         | Austrália      | Arena Corinthians   | 6 de agosto  | 2ª rodada  |
| 9  | 30 557  | Colômbia      | 2–2         | Estados Unidos | Arena Amazônia      | 9 de agosto  | 3ª rodada  |
| 10 | 30 295  | Canadá        | 3–1         | Zimbabwe       | Arena Corinthians   | 6 de agosto  | 2ª rodada  |

#### Menores públicos
| Nº | Público | Seleção        | Placar | Seleção       | Estádio          | Data         | Fase       |
| -- | ------- | -------------- | ------ | ------------- | ---------------- | ------------ | ---------- |
| 1  | 5 115   | Austrália      | 6–1    | Zimbabwe      | Arena Fonte Nova | 9 de agosto  | 3ª rodada  |
| 2  | 5 641   | Canadá         | 0–2    | Alemanha      | Estádio Mineirão | 16 de agosto | Semifinais |
| 3  | 6 847   | França         | 4–0    | Colômbia      | Estádio Mineirão | 3 de agosto  | 1ª rodada  |
| 4  | 7 530   | Nova Zelândia  | 0–3    | França        | Arena Fonte Nova | 9 de agosto  | 3ª rodada  |
| 5  | 7 648   | China          | 0–0    | Suécia        | Estádio Nacional | 9 de agosto  | 3ª rodada  |
| 6  | 8 227   | Alemanha       | 1–2    | Canadá        | Estádio Nacional | 9 de agosto  | 3ª rodada  |
| 7  | 8 505   | Colômbia       | 0–1    | Nova Zelândia | Estádio Mineirão | 6 de agosto  | 2ª rodada  |
| 8  | 9 642   | China          | 0–1    | Alemanha      | Arena Fonte Nova | 12 de agosto | Quartas    |
| 9  | 10 059  | Estados Unidos | 2–0    | Nova Zelândia | Estádio Mineirão | 3 de agosto  | 1ª rodada  |
| 10 | 11 782  | Estados Unidos | 1–0    | França        | Estádio Mineirão | 6 de agosto  | 2ª rodada  |